# دهستان سردق
دهستان سردق نام دهستانی در بخش یونسی شهرستان بجستان، استان خراسان رضوی در ایران است. براساس سرشماری مرکز آمار ایران در سال ۱۳۹۰، جمعیت آن ۳٬۹۵۹ نفر (۱۰۸۰ خانوار) بوده‌است. مرکز این دهستان، روستای سردق است.